# Signaleur
En Amérique du nord, le signaleur (en anglais : flagman) était le cheminot qui, jadis, était responsable de la protection de son convoi. En France ce cheminot était nommé wagonnier.
Avant la généralisation de l’utilisation de la radio, chaque train emportait un signaleur dont le travail était, en cas d’immobilisation intempestive du convoi, de se rendre à une distance donnée (environ 3000 mètres) derrière le train afin de stopper tout éventuel train susceptible de le rattraper. Pour ce faire, le signaleur était muni d’un drapeau, d’une lanterne rouge, de feux de bengale et de pétards.
Un signaleur pouvait aussi être envoyé vers l’avant du train.
Un code utilisant le sifflet de locomotive était utilisé pour envoyer ou rappeler le signaleur.
Le métier de signaleur, ainsi que celui de wagonnier, a disparu au cours des années 1950-1960.
Le signaleur en Belgique est un agent de poste de signalisation où il travaille sous la responsabilité d’un sous-chef de gare. Sous sa conduite, il réalise un nombre d’opérations qui sont directement liées à la sécurité du trafic ferroviaire. C’est ainsi que pour chaque train, il trace un « itinéraire », cette action place tous les aiguillages qui vont être parcourus dans la bonne position. De cette façon, il peut faire circuler un train d’un point A vers un point B